# تخمر لبني

الصيغة البنائية لحمض اللبن (حمض اللاكتيك)

التخمّر اللبني يحدث بهدف إعادة إنتاج ثنائي نوكليوتيد الأدنين وأميد النيكوتين من ثنائي نوكليوتيد الأدنين وأميد النيكوتين الضّروري للحفاظ على استمراريّة عمليّة التحلل السكري الذي بدوره ينتج 2ثلاثي فوسفات الأدينوسين.
تقوم بعض أنواع البكتيريا بإنتاج الطاقة في ظلّ غياب الأكسجين، ويتم ذلك بتحويل البيروفيك المتحلل من الجلوكوز إلى حمض لبني ؛ ويستخدم هذا النّوع من البكتيريا في صناعة المخللات و اللبن الرائب.
وفي الإنسان، تضطر الخلايا العضلية في حالة قيامها بجهد كبير وطويل الزمن (مثل ساعتين ) وعدم وصول الأكسجين بكمّيّة كافية (بسبب انقطاع النفس تقريبا، حين لا تستطيع الكلام بجملة كاملة حتى تأخذ نفسك ثانيا) ، إلى التّخمير اللّبني وإنتاج الطّاقة دون استخدام الأكسجين، ممّا يؤدّي إلى تراكم حمض اللبن مسبّبا حالة إرهاق للعضلة.

## تطبيقات على تخمر حمض اللاكتيك
يُستخدم تخمير حمض اللاكتيك في العديد من مناطق العالم لإنتاج أغذية لا يمكن إنتاجها بطرق أخرى. تعد المُلَبِّنَات الجنس الأكثر أهمية تجاريًا من البكتيريا المخمرة لحمض اللاكتيك وإن استخدمت بكتيريا أخرى وخمائر. ومن التطبيقات الأكثر شيوعًا لتخمير حمض اللاكتيك إنتاج الزبادي ومخلل الملفوف والرايب.